# 니시코리 게이

니시코리 게이(錦織 圭, 1989년 12월 29일~)는 일본의 프로 테니스 선수이다. 그는 ATP 단식 랭킹 10위권 내에 진입한 역사상 유일한 일본 남자 선수이며 통산 최고 ATP 싱글 순위 4위를 기록했다. 그는 5세에 처음 테니스를 시작하였으며 17세에 생애 최초로 참가한 컨트리와이드 클래식(Countrywide Classic) 대회에서 예선을 통과하여 본선에 진출하였다. 2008년에는 ATP 올해의 신인상(Newcomer of the Year)을 수상했다. 2014년 10월까지 총 7개의 ATP 투어 대회 단식에서 우승했으며, 2014년 US 오픈에서는 아시아 국가 남자 선수 최초로 그랜드 슬램 결승에 진출하였으며 2016년 하계올림픽에서는 96년만에 일본인 선수로서 메달을 따냈다.

## 생애
엔지니어인 아버지 기요시와 피아노 교사인 어머니 에리 사이에서 태어났으며, 누나 레이나는 도쿄에서 대학을 나와 직장을 다니고 있다. 2004년, 14세에 미국으로 건너가 플로리다주의 닉 볼리티에리 아카데미에서 훈련 받기 시작했다. 현재는 댄트 보티니(Dante Bottini)와 마이클 창(Michael Chang)이 코치를 맡고 있다. 취미는 축구, 골프, 독서, 음악 감상이다.
2011년에는 브래드 길버트가 그의 코치를 맡기도 했다. 브래드 길버트는 과거 앤디 머레이와 안드레 애거시, 앤디 로딕 등 유명 선수들의 코치를 맡았던 바 있다.
2014년 US오픈 단식 결승에 올라 순수 아시아인으로는 최초로 그랜드슬램 결승에 진출하였고, 준우승을 하였다.
2019년에는 아시아 스포츠선수중 최고순위인 ESPN 선정 세계 최고의 인기스포츠 선수 TOP 100 list 28위를 차지했다.

## 주요 대회 성적

### 그랜드 슬램 결승

#### 단식: 1 (준우승 1)
| 결과   | 연도 | 대회    | 코트 | 결승 상대   | 스코어        |
| 준우승 | 2014 | US 오픈 | 하드 | 마린 칠리치 | 3–6, 3–6, 3–6 |

### 하계 올림픽

#### 단식: 1 (동메달 1)
| 결과   | 연도 | 대회        | 코트 | 상대        | 스코어             |
| 동메달 | 2016 | 리우 올림픽 | 하드 | 라파엘 나달 | 6–2, 6–7(1–7), 6–3 |